# Вільдьє-ле-Поель
Вільдьє́-ле-Пое́ль (фр. Villedieu-les-Poêles) — колишній муніципалітет у Франції, у регіоні Нормандія, департамент Манш. Населення — 3833 осіб (2011).
Муніципалітет був розташований на відстані близько 270 км на захід від Парижа, 75 км на південний захід від Кана, 33 км на південь від Сен-Ло.

## Історія
До 2015 року муніципалітет перебував у складі регіону Нижня Нормандія. Від 1 січня 2016 року належав до нового об'єднаного регіону Нормандія.
1 січня 2016 року Вільдьє-ле-Поель і Руффіньї було об'єднано в новий муніципалітет Вільдьє-ле-Поель-Руффіньї.

## Демографія
Динаміка населення (EHESS і Insee ):
Розподіл населення за віком та статтю (2006):
| Стать | Всього | До 15 років | 15-24 | 25-44 | 45-64 | 65-85 | Понад 85 |
| --- | ------ | ----------- | ----- | ----- | ----- | ----- | -------- |
| Чоловіки | 1889   | 285         | 300   | 441   | 462   | 389   | 12       |
| Жінки | 2048   | 298         | 168   | 433   | 511   | 538   | 100      |
| \| Статево-вікова піраміда \| Статево-вікова піраміда \| Статево-вікова піраміда \| \| ----------------------- \| ----------------------- \| ----------------------- \| \| Чоловіки \| Вік \| Жінки \| \| 12 \| 85 + \| 100 \| \| 74 \| 80-84 \| 124 \| \| 66 \| 75-79 \| 175 \| \| 106 \| 70-74 \| 95 \| \| 143 \| 65-69 \| 144 \| \| 110 \| 60-64 \| 131 \| \| 105 \| 55-59 \| 114 \| \| 113 \| 50-54 \| 122 \| \| 134 \| 45-49 \| 144 \| \| 187 \| 40-44 \| 146 \| \| 83 \| 35-39 \| 111 \| \| 86 \| 30-34 \| 89 \| \| 85 \| 25-29 \| 87 \| \| 104 \| 20-24 \| 73 \| \| 196 \| 15-20 \| 95 \| \| 127 \| 10-14 \| 106 \| \| 74 \| 5-9 \| 105 \| \| 84 \| 0-4 \| 87 \| |        |             |       |       |       |       |          |
| Статево-вікова піраміда |        |             |       |       |       |       |          |
| Чоловіки | Вік    | Жінки       |       |       |       |       |          |
| 12 | 85 +   | 100         |       |       |       |       |          |
| 74 | 80-84  | 124         |       |       |       |       |          |
| 66 | 75-79  | 175         |       |       |       |       |          |
| 106 | 70-74  | 95          |       |       |       |       |          |
| 143 | 65-69  | 144         |       |       |       |       |          |
| 110 | 60-64  | 131         |       |       |       |       |          |
| 105 | 55-59  | 114         |       |       |       |       |          |
| 113 | 50-54  | 122         |       |       |       |       |          |
| 134 | 45-49  | 144         |       |       |       |       |          |
| 187 | 40-44  | 146         |       |       |       |       |          |
| 83 | 35-39  | 111         |       |       |       |       |          |
| 86 | 30-34  | 89          |       |       |       |       |          |
| 85 | 25-29  | 87          |       |       |       |       |          |
| 104 | 20-24  | 73          |       |       |       |       |          |
| 196 | 15-20  | 95          |       |       |       |       |          |
| 127 | 10-14  | 106         |       |       |       |       |          |
| 74 | 5-9    | 105         |       |       |       |       |          |
| 84 | 0-4    | 87          |       |       |       |       |          |

## Економіка
2010 року серед 2252 осіб працездатного віку (15—64 років) 1628 були активними, 624 — неактивними (показник активності 72,3%, у 1999 році було 71,3%). З 1628 активних мешканців працювало 1437 осіб (774 чоловіки та 663 жінки), безробітними було 191 (81 чоловік та 110 жінок). Серед 624 неактивних 147 осіб було учнями чи студентами, 288 — пенсіонерами, 189 були неактивними з інших причин.

У 2010 році в муніципалітеті числилось 1839 оподаткованих домогосподарств, у яких проживали 3737,5 особи, медіана доходів виносила 16 204 євро на одного особоспоживача